# Upanajana

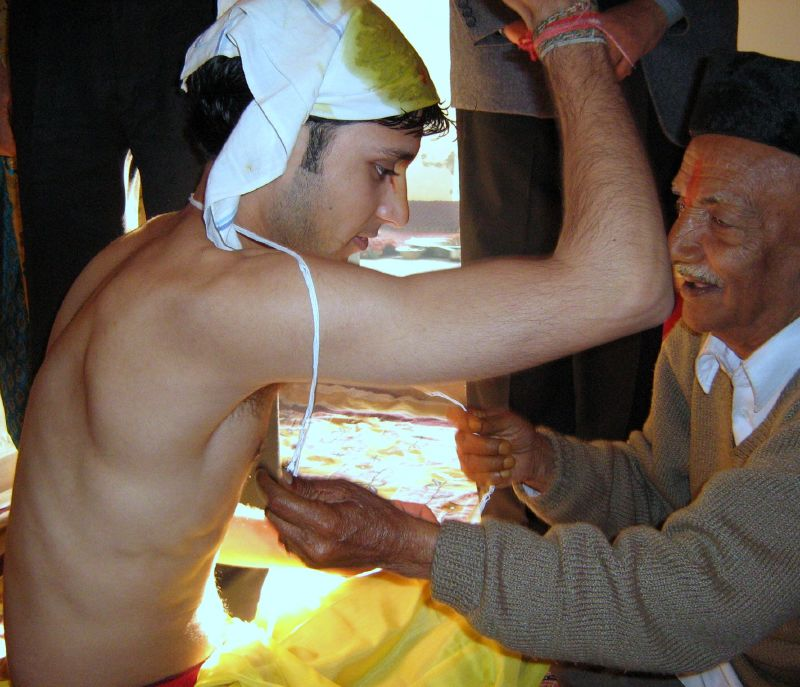
Upanajana szertartás

Az upanajana (szanszkrit: उपनयन) a felzsinórozásnak vagy a szent zsinór szertartásának is nevezett rituálé az egyik legfontosabb átmeneti rítus a hinduizmusban. A szertartás révén a fiúgyermek megkezdi tanulóéveit, amelyek során a hagyomány szerint guruja, azaz tanítója fennhatósága alatt áll, a szent tudást és a szanszkrit nyelvet tanulmányozza; egyidejűleg dvidzsa ("kétszerszületett") lesz, és teljesíteni kezdi a kasztjának megfelelő kötelességeket és feladatokat. Utolsó alkalommal étkezik együtt az édesanyjával, mert ezentúl a család férfi tagjaival étkezik együtt, és őt is kiszolgálják a nők. 
A rendszerint gyapotból készült, nemritkán kasztonként eltéréseket mutató zsinórt a bráhmana fiúk nyolc-, a ksatriják 11, a vaisják 14 éves korukban kapják meg. A súdrák nem vesznek részt upanajanán. 
Napjainkban a zsinór (jadnyópavíta) átvétele képezi a szertartás legfontosabb részét; a vallási tanulmányok megkezdésének szokása már jórészt feledésbe merült. A zsinór a bal vállon átvetve a jobb kar alatt fut át, kivéve a temetési szertartásokat (ezeken fordított irányban). Évente újat vesznek fel, és a régit elégetik a szent tűzben. 